# Саканина, Валентина Михайловна
Валентина Михайловна Саканина (1920—2002) — советский передовик сельскохозяйственного производства, бригадир колхоза им. Ленина Вурнарского района, Герой Социалистического Труда (1950).

## Биография
Родилась 19 февраля 1920 года в деревне Кольцовка Вурнарского района (Чувашия). Работала полеводом, бригадиром полеводческой бригады колхоза им. Ленина Вурнарского района.
Награждена орденом Ленина, медалями.

## Высшая награда
Указом Президиума Верховного Совета СССР в 1950 году за высокие производственные показатели, за получение высоких урожаев зерновых культур Валентине Михайловне Саканиной присвоено звание Героя Социалистического Труда с вручением ордена Ленина и золотой медали «Серп и Молот».